# 语义化
语义化是前端开发里面的一个专用术语，其优点在於标签语义化有助于构架良好的html结构，有利于搜索引擎的建立索引、抓取；另外，亦有利于页面在不同的设备上显示尽可能相同；此外，亦有利于构建清晰的机构，有利于团队的开发、维护。